# بنيامين سبرادلي
بنيامين سبرادلي (بالإنجليزية: Benjamin Spradley)‏ (1 يناير 1900 – 1 يناير 2000) هو ملاكم أمريكي راحل، مثّل بلاده في الألعاب الأولمبية الصيفية 1904.

## روابط خارجية
بنيامين سبرادلي على موقع اللجنة الأولمبية الدولية (الإنجليزية)
- بنيامين سبرادلي على موقع أوليمبيديا (الإنجليزية)